# Строев, Сергей Михайлович
Серге́й Миха́йлович Стро́ев (псевдонимы — Сергей Скромненко, Скромненко С. и др.; 1814—1840) — русский историк и археограф.

## Биография
Родился 9 (21) марта 1814 года (по другим данным в 1815 году) в Москве в дворянской семье Строевых. Брат известного историка и журналиста П. М. Строева и брат историка, журналиста и переводчика В. М. Строева.
В 1834 году окончил словесное отделение Московского университета, где был учеником М. Т. Каченовского. Во время учёбы входил в кружок Н. В. Станкевича, где обсуждались проблемы философии, истории и искусства. В 1835 году защитил магистерскую диссертацию на тему «О пользе изучения российской истории в связи со всеобщею», получив за неё золотую медаль.
Под псевдонимом Сергей Скромненко в духе скептической школы учеников М. Т. Каченовского в книге «О недостоверности древней русской истории и ложном мнении касательно древности русских летописей» (Маяк. — Т. 46. — № 49. — СПб., 1834. — С. 388—392) спорил с статьёй М. Погодина «О достоверности древней русской истории» («Библиотека для чтения». — 1834. — Т. VI, отд. III). Против Погодина были направлены и другие статьи Строева: «Критический взгляд на статью под заглавием Скандинавские саги» (М., 1834); «О мнимой древности, первобытном состоянии и источниках наших летописей» (СПб., 1835); «Кто писал ныне нам известные летописи?» (Сын Отечества. — 1834. — № 49—50).
Строев разделял многие явно ошибочные мнения Каченовского, считая, например, Русскую Правду составленной позже XIII века, Остромирово Евангелие позднейшей переделкой и т. д. Тем не менее, он значительно опередил своего учителя положениями, заимствованными из германской философии и впервые приложенными к русской истории.
В 1835 году Строев был назначен секретарём Археографической комиссии, участвовал в редактировании издания «Акты исторические, собранные и изданные Археографической комиссиею» (изданы в пяти томах Санкт-Петербурге в 1841—1843 годах). Одновременно он сотрудничал с российскими журналами «Сын Отечества», «Журнал Министерства Народного Просвещения», «Телескоп», «Учёные записки Московского университета» и другими, в которых публиковал свои работы.
В 1837 году был послан в командировку в Германию и Францию с заданием описать русские и славянские памятники письменности, хранящиеся в западноевропейских архивах. Результаты его работы были опубликованы уже после его смерти в книге «Описание памятников славяно-русской литературы, хранящихся в публичных библиотеках Германии и Франции» (М., 1841), удостоенная Императорской академией наук Демидовской премии.
Также Строев занимался немецкой философией, посещал лекции по философии, истории и политэкономии в Берлинском университете.
Умер от чахотки в Москве 21 мая (2 июня) 1840 года. Похоронен на Пятницком кладбище.